# The 39 Steps (toneelstuk)
The 39 Steps is een toneelstuk, gebaseerd op de film uit 1935 van Alfred Hitchcock, die zelf weer een bewerking is van de gelijknamige roman uit 1915 van John Buchan. Het toneelstuk is opgevat als een parodie op de film. Het oorspronkelijke concept en de productie van het verhaal, een versie met vier acteurs, werd geschreven door Simon Corble en Nobby Dimon en ging in 1996 in première. Patrick Barlow herschreef deze bewerking in 2005.
In het toneelstuk wordt de volledige film opgevoerd met een cast van slechts vier acteurs. Eén acteur speelt de held, Richard Hannay, een actrice (of soms acteur) speelt de drie vrouwen met wie hij romantische relaties heeft en twee andere acteurs spelen alle andere personages in het verhaal, af en toe zelfs meerdere personages tegelijk. Zo krijgt het serieuze spionageverhaal van de film een komische wending.

## Producties
De eerste versie van het toneelstuk, geschreven door Simon Corble en Nobby Dimon voor een cast van vier acteurs, ging in 1996 in première voor een publiek van 90 mensen in het Georgian Theatre Royal in Richmond (North Yorkshire), waarna het op tournee ging in het noorden van Engeland.
In 2005 herschreef Patrick Barlow het script, waarbij hij de scènes, de enscenering en het kleinschalige gevoel behield. Op 17 juni 2005 ging deze herbewerking in première in het West Yorkshire Playhouse in Leeds. Op 10 augustus 2006 ging de herziene productie in première in Londen in het Tricycle Theatre  onder de titel John Buchan's The 39 Steps. De productie werd in september 2006 overgebracht naar het Criterion Theatre in het West End van Londen, waar het negen jaar lang te zien was. Het was daarmee het vijfde langstlopende toneelstuk in de geschiedenis van de West End.
Het stuk ging op 19 september 2007 in première in de Verenigde Staten in het Boston University Theatre. Op 15 januari 2008 ging de productie officieel van start op Broadway onder de titel Alfred Hitchcocks The 39 Steps. Het stuk werd achtereenvolgens opgevoerd in het American Airlines Theatre, het Cort Theatre en het Helen Hayes Theatre.  De laatste Broadway-voorstelling van het stuk was op 10 januari 2010, na 771 opvoeringen. Daarna verhuisde het stuk naar de off-Broadway-locatie New World Stages, waar het heropende op 25 maart 2010. In april 2015 verhuisde het stuk naar het Union Square Theatre, een ander off-Broadway-theater, waar het 317 keer werd opgevoerd onder de titel 39 Steps. In januari 2016 was de laatste opvoering.
Daarnaast wordt het stuk tot op heden opgevoerd in steden overal ter wereld.

## Prijzen en nominaties
Prijzen
- 2007 Laurence Olivier Award for Best New Comedy
- 2008 Drama Desk Award for Outstanding Lighting Design (Kevin Adams)
- 2008 Drama Desk Award for Unique Theatrical Experience
- 2008 Tony Award for Best Lighting Design in a Play (Kevin Adams)
- 2008 Tony Award for Best Sound Design of a Play (Mic Pool)
- 2009 Helpmann Award for Best Regional Touring Production
- 2009 Molière France Best Comedy

Nominaties
- 2008 Tony Award for Best Play
- 2008 Tony Award for Best Direction of a Play (Maria Aitken)
- 2008 Tony Award for Best Scenic Design of a Play (Peter McKintosh)
- 2008 Tony Award for Best Costume Design of a Play (Peter McKintosh)
- 2008 Drama Desk Award for Outstanding Sound Design (Mic Pool)
- 2009 Molière France révélation Actress Andrea Bescond
- 2009 Molière France Best Director Métayer Éric
- 2009 Molière France Best adaptation Gerald Sibleyras